# Bitwa w Sosnowcu
Bitwa w Sosnowcu − bitwa powstania styczniowego stoczona nocą z 6 na 7 lutego 1863 roku między polskimi oddziałami powstańców płk. Apolinarego Kurowskiego i rosyjskim posterunkiem na dworcu sosnowieckim.
Oddziały powstańcze Kurowskiego z Ojcowa wyruszyły 5 lutego nad ranem w stronę Olkusza. Oddział składał się z jazdy, kosynierów i strzelców w sile ok. 150 osób. W Przegini powstańców zasiliła jeszcze grupa ok. 100 ludzi. Po noclegu w Olkuszu powstańcy skierowali się do Sławkowa i po odpoczynku wyruszyli do Maczek, gdzie dołączyło kilku górników.
W Maczkach kolejarze uzbroili pociąg złożony z dwóch lokomotyw i dziesięciu wagonów towarowych, które obudowano podkładami kolejowymi. O godzinie 21:00 oddział wyjechał z Maczek przez Ząbkowice i Dąbrowę do Sosnowca. O godzinie 2:00 w rejonie Sielca piechota i kawaleria opuściły pociąg i ruszyła pieszo do dworca i sąsiadującej z nim komory celnej.
Na stacji powstańcy zaatakowali obsadzoną przez rosyjskich pograniczników komorę celną. Po kilku szturmach powstańcy wdarli się do budynku, a Rosjanie uciekli. Uciekających Rosjan miała zamknąć w kotle powstańcza kawaleria, jednak większość uciekinierów zdołała zbiec, głównie za granicę pruską lub do Modrzejowa. Po przybyciu niedobitków z Sosnowca oddział ten jednakże też przekroczył granicę pruską.
Powstańcy zdobyli w  Sosnowcu 40 koni, broń i 97 tys. rubli. Połowa pieniędzy została odesłana Rządowi Narodowemu. W efekcie akcji w Sosnowcu przez dwa tygodnie okolice Zagłębia Dąbrowskiego były kontrolowane przez administrację powstańczą, a na budynkach publicznych były wywieszone polskie flagi.

## Upamiętnienie
- W 1863 r Władysław Ludwik Anczyc napisał wiersz: „Sosnowce” opisujący bitwę w Sosnowcu. Wiersz został opublikowany w tomiku poezji: „Pieśni zbudzonych i inne poezje”[3]. Tekst wiersza został wykorzystany w teledysku Sosnowce ukazującym inscenizację bitwy o Sosnowiec. Opracowanie literackie utworu i warstwę muzyczną dla teledysku stworzył Zbigniew Teper[4].